# Joseph François Urre de Molans
Joseph François Jean Baptiste d'Urre de Molans, né le 30 août 1743 à Dunkerque (Nord), mort le 7 juin 1817 à Filain (Aisne), est un général français de la Révolution et de l’Empire.

## États de service
Il devient sous-lieutenant le 13 janvier 1745, lieutenant le 1er janvier 1747, et capitaine le 20 juin 1758[Information douteuse]. Il fait la guerre de Sept Ans en Hanovre.
Le 21 février 1779, il est nommé capitaine au régiment de Bercheny-hussards, et en octobre 1791, il est élu lieutenant-colonel du 2e bataillon de volontaires du Pas-de-Calais. Le 23 mars 1792, il passe au 12e régiment de chasseurs à cheval, et il reçoit son brevet de colonel le 16 mai 1792.
De 1792 à 1794, il sert à l’armée du Nord, et il est promu général de brigade provisoire le 7 avril 1793, puis général de division provisoire le 21 du même mois. Le 14 mai 1793, il commande les places d’Amiens, d’Abbeville, Montreuil et Hesdin, lorsqu’il est suspendu de ses fonctions le 3 février 1794, et arrêté le 17 septembre 1794.
Il est remis en activité le 6 août 1796, comme chef de brigade à la suite de l’état-major de la place de Laon, et le 16 septembre 1797, il est mis en congé de réforme.
Il est rappelé le 7 janvier 1800, avec le grade de général de brigade, et le 2 octobre 1802, il est mis à la disposition du général Murat à l’armée d’Italie. Il est nommé commandant d’armes à Mantoue, puis à Vérone en 1803, et il est fait officier de la Légion d’honneur le 14 juin 1804. En 1806, il commande la place de Reggio, et le 26 avril 1806, il obtient un congé pour retourner en France.  
Il est admis à la retraite le 2 juillet 1807.
Il meurt le 7 juin 1817, à Filain.

## Sources
- (en) « Generals Who Served in the French Army during the Period 1789 - 1814: Eberle to Exelmans »
- Thierry Pouliquen, « Les généraux français et étrangers ayant servis [sic] dans la Grande Armée » (consulté le 17 mars 2015)
- Étienne Charavay, Correspondance générale de Carnot, tome 2, imprimerie Nationale, 1897, p. 244.
- (pl) « Napoléon.org.pl »
- J.F.L Devisme, Manuel historique du département de l’Aisne, F.Leban-Courtois libraire, Laon, 1826, p. 384.